# Архангело-Михайловская церковь (Краснокутск)
Архангело-Михайловская церковь — действующий православный храм города Краснокутск Харьковской области основанный в 1880 году.

## История
Первоначально храм основан в 1682 году из дерева, благодаря священнику Михаилу Кунице.
В 1709 году церковь была сожжена шведами Карла XII, оккупировавшими город..
В 1765 году внук Куницы Василий Евстафиевич Куницкий построил новый деревянный храм с колокольней.
В 1873 году начали строить новую церковь, так как старое здание обветшало.
В 1880 году закончилось строительство церкви.
В 1934 году храм закрыли, и вскоре снесли 5 глав и колокольню.
В 1952 году в помещение работал склад, а интерьер уничтожен.
18 ноября 1991 год в церкви возобновилось богослужение.
В 2007 году завершилась реконструкция.

## Описание
Территория церкви составляет 2 гектара.
Храм имеет 3 престола: во имя Архангела Михаила, во имя Преображения Господня и во имя Рождества Богородицы.
В 1890 году построено двухэтажное здание, где жил сторож и библиотека, в которой находилось 742 тома, также с 25 сентября 1895 года в здание располагается воскресная школа.